# العلمين (فلم)
العلمين هو فيلم مصري من إخراج عبد العليم خطاب وبطولة يوسف شعبان، صلاح قابيل، مديحة سالم، عبد العليم خطاب، حورية حسن  وأمينة رزق، صدر الفيلم في 3 فبراير 1965.

## نبذه
عالية وفواز اثنان في مقتبل العمر، ينتميان إلى قبيلتين بدويتين مختلفتين، ومع ذلك فإن كل منهما يحب الآخر، وهما يعيشان في منطقة قرب الساحل الشمالي، ويطلق على كل منهما اسم علي، ورغم قصة الحب الرقيقة التي بينهما، فإن زواجهما يبدو من المستحيل.

## وصلات خارجية
- مقالات تستعمل روابط فنية بلا صلة مع ويكي بيانات